# Силі
Силі (кит.: 司隸; піньїнь: sīlì) — чиновник в Китаї часів династії Хань. Інспектор столичного чиновництва. Керував пташниками, конюхами, пастухами і наглядачами звіринців імператорського палацу.